# Almudena Muñoz
Almudena Muñoz Martínez (Valencia, 4 novembre 1968) è un'ex judoka spagnola.
Ha partecipato a due edizioni dei giochi olimpici (1992 e 1996) conquistando una medaglia nel 1992 a Barcellona.

## Palmarès
Olimpiadi
- 1 medaglia:
  - 1 oro (52 kg a Barcellona 1992).